# تاریکه بازار
تاریکه بازار مربوط به دوره قاجار است و در کرمانشاه، محله فیض‌آباد، حدفاصل خیابان مدرس و جلیلی، کوی نیرومند واقع شده و این اثر در تاریخ ۱۷ خرداد ۱۳۷۹ با شمارهٔ ثبت ۲۶۸۲ به‌عنوان یکی از آثار ملی ایران به ثبت رسیده‌است.

## تاریخچه
در سال ۱۲۶۸ ه‍.ق شاهزاده امام قلی ملقب به عماد الدوله حاکم وقت کرمانشاه دستور ساخت این بنا را صادر می‌کند. این بنا دارای چهارسوق‌ها و ورودی‌های زیبایی است، سقف بلند و گنبدی شکلش با دریچه‌هایی که نور مورب خورشید را به داخل بازار می‌تابانند حکایت از ذوق معماران آن دوره را به نمایش درمی‌آورد. در زمان رواج جاده ابریشم این بازار نقش مهمی در رونق اقتصادی منطقه و همچنین محل داد و ستد آسیائیان و اروپائیان بوده‌است.